# Каракум (Аягозький район)
Караку́м (каз. Қарақұм) — село у складі Аягозького району Абайської області Казахстану. Входить до складу Копинського сільського округу.
Населення — 9 осіб (2021; 85 у 2009, 157 у 1999, 177 у 1989).
Національний склад станом на 1989 рік:
- казахи — 100 %

У радянські часи село мало статус селища міського типу.